# Вспышка менингита в Новосибирске
Вспышка серозного менингита в Новосибирске произошла летом 2004 года.
Зимой и весной 2004 года Бердск переключали на новую линию канализации. В это время происходил сброс фекалий в Бердский залив Обского водохранилища, по берегам которого расположено множество детских лагерей.
Летом началось массовая вспышка серозного менингита — по официальным данным заболело больше 500 человек, подавляющее большинство дети. В начале вспышки власти пытались скрыть информацию о происходящем, но поток больных нарастал и только когда число заболевших стало исчисляться многими десятками человек, средства массовой информации сообщили о массовом заболевании. Позже было запрещено купание в Обском море.
В конце сентября было сообщено о 582 заболевших, но после этого вспышка продолжалась, а официального сообщения о числе заболевших так и не было.
Было официально объявлено, что ведётся расследование источника загрязнения и о том, что прокуратура завела три уголовных дела по поводу загрязнения, однако сообщений о том, чем кончились эти дела в прессу не поступило.